# George Haslam
George Haslam (* 22. Februar 1939 in Preston, Lancashire) ist ein britischer Baritonsaxophonist des Avantgarde, Creative Jazz und der Neuen Improvisationsmusik.

## Wirken
George Haslam spielt außer seinem Hauptinstrument Baritonsaxophon das Tárogató, ein altes ungarisches Blasinstrument. Er arbeitete im Laufe seiner Karriere mit Steve Lacy, Borah Bergman, Charlie Mariano, Bobby Carcassés, Evan Parker, Lol Coxhill, Paul Rutherford, Elton Dean, Harry Beckett, Joachim Kühn, Howard Riley, Laszlo Gardony, Arturo Sandoval, Mal Waldron (Waldron-Haslam und Two-new auf Slam, 1994) und vielen anderen Musikern zusammen.
Er gründete das unabhängige Plattenlabel Slam, auf dem nicht nur seine eigenen Plattenproduktionen seit 1989 erscheinen, sondern zahlreiche Alben britischer, US-amerikanischer, japanischer und argentinischer Jazzmusiker.
Haslam wird in der japanischen Encyclopaedia of Jazz auf Rang 19 in ihrer Liste der „All-time World’s Greatest Baritone Saxophonists“ geführt. Er erwarb sich nicht nur als Instrumentalist, sondern auch als Organisator in der englischen Jazzszene Verdienste.

## Diskographische Hinweise
- 1989 – 1989 – and All That (Slam) mit Paul Rutherford
- 1992 – Level two (Slam) mit Rutherford, Howard Riley, Marcio Mattos, Tony Marsh, Liz Hodgson
- 1993 – Argentine Adventures (Slam, 1991–93)
- 1997 – Duos East West (Slam)
- 2000 – Anglo-Argentine Jazz Quartet Live at the Red Rose (Slam) mit Lol Coxhill, Elton Dean
- 2007 – Cuban Meltdown
- 2020 – George Haslam, Joao Madeira, Pedro Castello Lopes, Mario Rua: Ajuda
- 2021 – George Haslam & Friends: Loveland (Slam)